# カラクリカラフルビジョン
カラクリカラフルビジョンは、依布サラサの3枚目のシングル。

## 概要
2008年5月28日発売。
「瞳孔ソナー」に続く、依布サラサ3rdシングル。作家陣には前作に引き続きTGMXこと田上修太郎、松田岳二らによるポップなソング。「新しい日々」「カラフルな毎日」をテーマにした爽快感あふれる楽曲。
M1「カラクリ～」は本田技研工業のオートバイ「トゥデイ」のテレビCM曲。

## 収録曲
1. カラクリカラフルビジョン
  - Honda『TODAY』主題歌
2. Jungle Shuffl
3. ドシラ空色